# Оливие Жиру
Оливие Жиру (на френски: Olivier Giroud) е френски футболист роден на 30 септември 1986 г. в Шамбери, Франция. Към момента той играе за за френския клуб Лил. Той играе като нападател и е известен със своя висок ръст, стил на игра, позициониране, прострелен шут и сила. Жиру също се свързва със скоростни влизания към близката греда, надхитряйки защитниците.

## Ранна кариера
Оливие Жиру е роден в Шамбери, регион Рона-Алпи, но е израснал в близкото селище Froges, близо до Гренобъл. Той започва футболната си кариера играейки за клуба от родния си град Olympique Club de Froges. Той прекарва шест години в клуба преди да се присъедини към професионалния отбор на Гренобъл на 13-годишна възраст.

## Клубна кариера

### Гренобъл
Жиру прекарва осем години развивайки се в младежката академия „Гренобъл“ преди да подпише първия си професионален договор на 21-годишна възраст. Той по-късно признава, че подписването на първия договор е съществена част в неговото развитие като играч, заявявайки: „Трябваше да подпиша първия си професионален договор, за да се запознаят с моите способности. Ако той (клубът) ми има доверие, то трябва да знае, че имам определени качества“. В навечерието на сезон 2005 – 2006 г. Жиру е промотиран в резервния отбор на клуба, който играе в т.нар. Championnat de France amateur 2, петото ниво на френския футбол. Футболистът бързо става основен играч в отбора, вкарвайки 15 гола в 15 мача.
Представянето му за период от над седем месеца с екипа на резервите води до повикването на играча в представителния отбор през март 2006 г. от мениджъра Тиери Гуде. Жиру прави професионалния си дебют на 27 март, появявайки се като късна резерва при равенството 1:1 с Gueugnon в Лига 2. Той остава част от представителния отбор до края на кампанията, като взима участие в още пет срещи като резерва, отбелязвайки 45 гола.
Жиру е повикан в първия отбор за постоянно през сезон 2006 – 2007 г. от новия мениджър Payton Pouliquen и Nicola Malgeri и получава фланелка с номер 22. След появата си като резерва в първия мач на отбора през кампанията, той прави първия си професионален старт в поражението с 2:1 като гост на Niort, оставайки на терена през всичките 90 минути. На 26 февруари 2007 г. Жиру вкарва първия си професионален гол, отбелязвайки за победата над Льо Хавр (Le Havre) в добавеното време. Той определя попадението като „...фантастичен спомен. Не мога да мечтая за по-добър първи професионален гол.“ Един месец по-късно, Жиру направи третия си старт през кампанията срещу Gueugnon. В мача, който завършва 0 – 0, Жиру получава първия си професионален червен картон. Той приключва кампанията с общо 18 мача и два гола като Гренобъл завършва на пето място.

### Под наем в Истрес
В опит да получи повече игрово време, Жиру прекарва сезон 2007 – 2008 г. под наем в Истрес, отбор от Шампионат национал, трето ниво на френската футболна лига. Под ръководството на мениджъра Фредерик Арпиньон, той продължава своето развитие като нападател, а във втория си мач с клуба, вкарва първия си гол за победата с 2:1 над Лавал. Две седмици по-късно Жиру отбелязва голове в двата последователни мача срещу Ван и Кретеил. Той вкарва първите си два гола в един двубой за сезона при победата с 2:0 срещу Арл – Авиньон. Две седмици по-късно Жиру отбелязва отново два гола, този път в победа с 3 – 2 над Pau. След като не успява да се разпише през месеците ноември и декември, Жиру подобрява формата си през януари и вкарва голове в поражението с 3 – 2 от Ван и в победата с 2:0 над Бове. Той завършва кампанията, като бележи попадения в априлските срещи с Париж и Martigues, които оформят головата му сметка за отбора на Истрес на 14. Жиру вкарва само четири от тези голове на Stade Parsemain, домакинския стадион на Истрес.
След успешния период под наем Жиру се завръща в Гренобъл с надежди да получи значително игрово време, тъй като клубът играе в Лига 1. Клубният мениджър Мехмед Баждаревич, който е бил нает докато Жиру е бил под наем в Истрес, счита че играчът не отговаря на неговите изисквания и впоследствие го поставя в трансферната листа. Според докладите Баждаревич е заявил, че Жиру „не е на ниво да играе сред елита". През 2011 г. футболистът преоценя заминаването си от Гренобъл, заявявайки „Не съм нито възмутен, нито отмъстителен. Просто съм разочарован от това, което се случи в Гренобъл, предвид че тимът имаше голям потенциал“.

### Tур
На 28 май 2008 г. е съобщено, че Жиру е подписал три-годишен договор с клуба от Лига 2 на Франция – „Tур“. Нападателят е привлечен в клуба от спортния директор Макс Марти, който преди това е бил главен изпълнителен директор на Гренобъл, предишния отбор на футболиста. Жиру отбелязва впечатленията си и от мениджъра на Тур Даниел Санчес: „Винаги е в плюс да имаш бивш нападател за треньор. Неговият съвет към мен наистина ми помогна много. Заедно с него аз напреднах в моето позициониране и завършването на гола“.
Жиру получава фланелка с номер 12, но поради травма прави своя дебют за клуба на 3 септември 2008 г. в пораженческия мач с 2 – 1 срещу Булон за Купата на лигата. Той прави дебюта си в шампионата седмица по-късно, играейки цял мач при победата с 1 – 0 над Ним. Месец по-късно Жиру вкарва първия си гол за клуба, като открива резултата в срещата от първенството срещу Ланс. Месец по-късно Жиру вкарва първия си гол за клуба, като открива резултата в срещата от първенството срещу Ланс. През второто полувреме той отбелязва още едно попадение за победата с 3 – 1. Две седмици по-късно футболистът вкарва своя трети гол за клуба, когато надиграва Аячо.
В купата на Франция Жиру вкарва пет гола в два мача. В осмия кръг на състезанието той отбелязва единственото попадение на тима в победата с 1:0 над полу-професионалния клуб Pacy Vallée – d'Eure. В последвалия кръг срещу Жана д'Арк Жиру вкарва четири гола за победата със 7 – 1. Тур по-късно биват отстранени от надпреварата в следващия кръг от Лориен. След своите четири гола срещу Жана д'Арк Жиру запазва формата си, като отбелязва срещу Монпелие и Метц в последователните мачове от първенството. След мача срещу Ним на 20 февруари 2009 г. нападателят претърпява контузия, която го принуждава да пропусне три мача в първенството. След две срещи като резерва поради травмата, при завръщането си в игра на 3 април срещу Анже Жиру вкарва първия гол на отбора за победата с 3 – 1. По-късно получава рецидив на предходната травма по време на тренировки, поради което пропуска целия месец април, когато Тур водят оспорвана битка с няколко клуба. Клубът остава непобеден в четирите срещи от лигата, които Жиру пропуска. При завръщането си срещу Булон на 8 май той отбелязва последния си гол за сезона и клубът записва победа. В последните си три мача от кампанията Тур не успява да си осигури победа, а Жиру завършва сезона с общо 27 участия и 14 гола.
През сезон 2009 – 2010 Жиру става водещ нападател на отбора след напускането на Tenema N'Diaye в посока Нант. Успехите следват Жиру, който вкарва два гола в мача на откриването на сезона за отбора при победата с 2 – 1 над Льо Хавр в Купата на лигата. На 18 август 2009 г. той отбелязва първия си гол в лигата срещу същия съперник в друга победа. Следва ново попадение в победата над Гингам на 18 септември, когато Жиру вкарва и четирите гола за Тур при победата с 4 – 2 над Арл-Авиньон. Това е неговият втори мач в кариерата, в който реализира четири гола в игра на професионално ниво и неговият трети в цялостната кариера (на аматьорско ниво), докато играе за резервния отбор на Гренобъл. В следващите 15 мача на отбора във всички турнири Жиру остава във форма, като вкарва десет гола. По време на този период нападателят продължава да отбелязва попадения в поредни мачове. Жиру завършва кампанията с 16 гола, 13 от които в лигата.
На 26 януари 2010 г. се съобщава, че клубът от Лига 1 [Монпелие ЕСК] е подписал с Жиру договор за три и половина години. Трансферната сума е от 2 милиона евро, като нападателят е даден под наем на стария си отбор до края на сезон 2009 – 2010 г. Нападателят признава, че преминаването в Монпелие би му било от полза заявявайки следното: „Имам чувството, че тук (Монпелие), треньора и екипът ще ми помогнат да напредна. Условията са идеални, тренировъчната база е добра, отборът е сплотен, има красив стадион с публика, която да отговаря на това“. След извършване на трансфера Жиру прекарва три седмици без да вкара гол преди да отбележи един на 19 февруари 2010 г. в победата над Арл-Авиньон.
Две седмици по-късно той вкарва единственото попадение за отбора в поражението с 2 – 1 от [ФК Нант]. На 19 март Жиру отбелязва два гола чрез дузпа в победата срещу Шатору (Chateauroux). Една седмица по-късно той вкарва дузпа при победата над Страсбург. След попадението срещу Страсбург Жиру не успява да се разпише в седем мача преди да реализира гол в последния мач за сезона срещу Ним. Футболистът завършва сезона с 42 мача и 24 гола. Жиру вкарва 21 попадения в първенството и е обявен за най-добър голмайстор в лигата. След сезона той е обявен за играч на годината на Лига 2 от Националния съюз на професионалните футболисти (UNFP).

### Монпелие
Жиру официално се присъединява към Монпелие на 1 юли 2010 г. Така той прави своя европейски дебют и едновременно този за клуба на 29 юли в първия етап от третия квалификационен кръг на УЕФА Лига Европа срещу унгарския клуб Győri ETO. В началото на срещата футболистът вкарва първия си гол за клуба. Монпелие печели мача благодарение на точното попадение на Жиру, но като цяло отборът отбелязва загуба при реванша след дузпи.
Жиру прави дебюта си в мач срещу Бордо при победата с 1:0. На 28 август той вкарва първия си гол в лигата, когато като гост клубът надвива Валансиен. На 25 септември Жиру отбелязва две попадения в победата на отбора като домакин над Арл-Авиньон. Една седмица по-късно той вкара единствения гол за Монпелие при 3 – 1 в загубата от Лил. През ноември 2010 г. Жиру вкарва победните голове в последователни седмици срещу Тулуза и Ница.
В Купата на лигата на Франция Монпелие изненадващо достига до финала. В полуфиналите срещу Пари Сен Жермен Жиру изиграва целия мач, на който се стига и до продължения. В 117-а минута той вкарва гол за победата на отбора и по този начин изпраща Монпелие на първия си финал след сезон 1993 – 1994, когато клубът достига до финала на Купата на лигата на Франция. През 2011 Монпелие се изправя срещу Марсилия и бива победен с 1:0 благодарение на гол на Тайе Тайво. Жиру изиграва целия мач. След попадението си срещу Пари Сен Жермен той преминава през голова суша в продължение на почти два месеца преди реализиране на двете попадения за клуба срещу Парк де Пренс в равенството с 2:2. Към края на сезона на Лигата Жиру вкарва голове срещу главните претенденти Марсилия и Лион. Въпреки това Монпелие губи и в двата мача. След като завършва сезона като голмайстор на клуба, на 31 май 2011 г. Жиру подписва удължаване на договора с Монпелие до 2014 г.
Жиру започва сезон 2011 – 2012 в добра форма, реализирайки точни попадения в първите два мача на отбора от началото на лигата срещу Оксер и шампиона Лил. Монпелие печели и двете срещи. След като вкарва два гола в равенството с 2:2 срещу Брест френският вестник Le Parisien с най-добри чувства нарича играча le buteur de charme (нападател с чар). Псевдонимът му се свързва не само с неговите физически качества, но и голови способности, като впоследствие се използва и от няколко други медии във Франция при описание на футболиста. В следващите 18 мача на отбора Жиру вкарва 13 гола. Впечатляващият му резултат се състои от хеттрик срещу Дижон и Сошо, печеливши голове срещу Нанси, Лион и Ница и попадения в Купата на Франция и в Купата на Лигата на Франция.
В резултат на изпълненията на Жиру и на екипа като цяло Монпелие успява да оглави класирането в Лигата през ноември 2011 г. През януари 2012 г. футболистът бива свързан с трансфери към няколко клуба. Собственикът на Монпелие Louis Nicollin отговаря на слуховете във френската радиостанция RTL и изненадва мнозина с мнението си, че един клуб „не е достатъчно голям“ за Жиру, като в същото време обявява, че нападателят ще струва „най-малко 50 или 60 милиона евро“. В началото на втората половина на сезона играчът отбелязва в мачове срещу Лион и Ница. Две седмици по-късно срещу Аячо той прави асистенция за втория гол на Монпелие и реализира последното попадение на тима в победата с 3:0. На 24 март 2012 г. Жиру вкарва единствения гол в победата с 1:0 на клуба над Сент Етиен. Това поставя Монпелие на върха на класирането и той остава там за останалата част от кампанията, печелейки първата си титла на лигата в историята на клуба след като надвива Оксер с 2 – 1 в последния ден на сезона. Жиру завършва кампанията с водещи 21 гола и 9 асистенции.

### Арсенал (сезон 2012 – 2013 г.)
На 26 юни 2012 г. ФК Арсенал привлича Жиру в своите редици, подписвайки дългосрочен договор с футболиста за сума, която се смята, че възлиза на £ 9 600 000 . Оттогава той играе с номер 12 . Той прави дебюта си на 18 август 2012 г. като резерва срещу АФК Съндърланд. Жиру вкарва първия си гол за Арсенал на 26 септември с победа с 6:1 срещу ФК Ковънтри Сити в мач от турнира за Купата на Лигата . Жиру отбелязва първия си гол във висшата лига на 6 октомври в победата с 3:1 срещу ФК Уест Хам Юнайтед, в която асистира за попадението на съотборника си Тио Уолкът . На 30 октомври той помага на Арсенал да осъществят историческия си обрат в турнира за Купата на Лигата в мач срещу ФК Рединг. Двубоят е изключително напрегнат – след 36 минути артилеристите падат с 4:0, но достигат до продълженията след 2 късни гола и успяват да постигнат победа със 7:5 (Жиру вкарва вторият гол за Арсенал).
На 6 ноември Жиру вкарва първия си гол в Шампионска лига на УЕФА за Арсенал в равенството 2:2 срещу ФК Шалке 04 . Четири дни по-късно той отбелязва две попадения в равенството с 3:3 у дома срещу ФК Фулъм. Добрата форма на Жиру му осигурява място в идеалния отбор от Висшата лига на седмицата . На 17 ноември Жиру продължава да демонстрира отлична форма, като вкарва третия гол в победата на Арсенал с 5:2 срещу ФК Тотнъм Хотспър. Четири дни по-късно той асистира за съотборниците си Джак Уилшър и Лукас Подолски в победата с 2 – 0 над бившия си клуб Монпелие ЕСК, което позволява на Арсенал да се класира за следващата фаза на турнира.
Феновете на артирелистите започват да изразяват симпатиите си към Жиру, когато той набира скорост и подобрява значително играта си след колебливото си начало. Серията му от голове в няколко поредни мача води до отекващата на Емирейтс Стейдиъм песен „Na na na, Na na naaaa, Na na naaaa, Giroud“ по мелодията на Hey Jude от The Beatles. На 29 декември 2012 г. футболистът вкарва два гола след влизането си като резерва на мястото на Алекс Окслейд-Чембърлейн в 80-а минута, когато Арсенал побеждава ФК Нюкасъл Юнайтед със 7:3 на Емирейтс Стейдиъм.
На 6 януари 2013 г. Жиру подава на Киърън Гибс за втория гол на топчиите в гостуването на АФК Суонзи Сити за третия кръг на турнира за Купата на футболната асоциация, който в крайна сметка завършва с равенство 2 – 2. В ответната среща с уелския клуб на Емирейтс Жиру отново се доказва, като успява да асистира на Джак Уилшър за единствения гол в двубоя.. На 23 януари той отбелязва две попадения при победата на Арсенал над ФК Уест Хам Юнайтед с 5:1 в мач от лигата. Жиру продължава да демонстрира добри голови резултати и в мача срещу ФК Брайтън & Хоув Албиън в четвъртия кръг на Купата на футболната асоциация.
На 30 януари футболистът продължава да поддържа своята върхова форма, когато Арсенал отвръща на удара, за да достигне до 2:2 след пасив от 2 гола у дома срещу ФК Ливърпул. Жиру вкара с глава от пряк свободен удар, изпълнен от Уилшър и извършва важна асистенция за Тео Уолкът. През януари Жиру е удостоен със званието Играч на месеца от фен клуба на Арсенал. Той вкарва шестнадесетия си гол за Арсенал на 30 март 2013 г., отбелязвайки третия в победата срещу Рединг с 4:1 на собствен терен.
На 13 април 2013 г. Жиру има огромна заслуга за победата на Арсенал с 3:1 срещу Норич Сити на собствен терен, като печели дузпа, която води до изравнителен гол в 85-ата минута. След това той изпраща клуба напред само след две минути и създава положение за Лукас Подолски. Тази победа е част от серията без поражение на лондончани, която спомага на артилеристите да завършат сезона в зона Шампионска лига и пред своите местни съперници Тотнъм в 17 пореден сезон. Жиру получава първия си червен картон за Арсенал в лондонското дерби на Крейвън Котидж срещу Фулъм, което автоматично означава, че той пропуска три от последните четири мача на клуба от началото на сезона. Подадената жалба към Футболната асоциация бива отхвърлена. Жиру завършва сезона със 17 гола и 11 асистенции в 47 мача.

### Арсенал (сезон 2013 – 2014 г.)
След като показва завидна форма в редица мачове от предсезонната подготовка и турнира Емирейтс Къп, Жиру успява да отбележи гол в първия мач от сезона на Висшата лига след само 6 минути срещу ФК Астън Вила, в който в крайна сметка Арсенал претърпява загуба с 3 – 1. Следващото му попадение идва по-късно в същата седмица по време на квалификациите на Шампионската лига срещу Фенербахче с дузпа, с което головете за отбора стават 3. Четири дни по-късно Жиру вкарва първия гол в мача срещу Фулъм за победата с 3 – 1 за Арсенал. След това на 1 септември той отбеляза единственото попадение в дербито на Северен Лондон срещу Тотнъм. Жиру продължава своята серия, вкарвайки гол, който спомага за победата с 3 – 1 срещу Съндърланд на 14 септември. В следващите три мача обаче той не успява да отбележи никакви попадения за клуба. За сметка на това обаче на 28 септември прави решаваща асистенция по време на мач с резултат победа за Арсенал с 2 – 1 над Суонзи.
Скоро след това, в рамките на същата седмица, Жиру вкарва срещу лидерите в серия А ССК Наполи в мач от Шампионската лига. Арсенал печели двубоя с 2:0, с което си отрежда 10-а поредна победа . Жиру извършва няколко асистенции при победата на клуба с 4 – 1 срещу Норич Сити. Тогава той вкарва изравнителния гол за Арсенал в среща от Шампионската лига срещу Борусия Дортмунд, в която тимът губи с 2 – 1 на Емирейтс Стейдиъм. На 26 октомври футболистът вкарва втория гол в победата на Арсенал с 2:0 на Кристъл Палас, запазвайки лидерската позиция на клуба във Висшата лига.
Почти месец по-късно Жиру отбелязва две попадения срещу Саутхемптън на Емирейтс Стейдиъм – първото след грешка на вратаря на „светците“ – Артур Борук, а второто от дузпа в последните минути след фаул срещу Пер Мертезакер. Последният гол на Жиру от 2013 г., който се оказва и последният за Арсенал през изминалата година, е срещу Нюкасъл на 29 декември в гостуването на тима в Североизточна Англия. Футболистът дава преднина на Арсенал при победата с 1:0, отбелязвайки гол след изпълнение на пряк свободен удар от Тео Уолкът. Така Арсенал посреща 2014 г. на първо място. Това е последвано от асистенция за Лукас Подолски в мача срещу Уест Хем на Боксинг Дей, която оставя Жиру с 11 гола във всички срещи през сезон 2013 – 2014 г.

## Статистика

### Клуб
| Клуб                   | Сезон                  | Лига                   | Лига       | Лига   | Купа       | Купа   | Европа     | Европа | Общо       | Общо   |
| Клуб                   | Сезон                  | Дивизия                | Асистенции | Голове | Асистенции | Голове | Асистенции | Голове | Асистенции | Голове |
| ---------------------- | ---------------------- | ---------------------- | ---------- | ------ | ---------- | ------ | ---------- | ------ | ---------- | ------ |
| Гренобъл               | 2005 – 06              | Лига 2                 | 6          | 0      | 0          | 0      | —          | —      | 6          | 0      |
| Гренобъл               | 2006 – 07              | Лига 2                 | 17         | 2      | 4          | 0      | —          | —      | 21         | 2      |
| Гренобъл               | Общо                   | Общо                   | 23         | 2      | 4          | 0      | —          | —      | 27         | 2      |
| Истрес                 | 2007 – 08              | Национален шампионат   | 33         | 14     | 1          | 0      | —          | —      | 34         | 14     |
| Истрес                 | Общо                   | Общо                   | 33         | 14     | 1          | 0      | —          | —      | 34         | 14     |
| Тур                    | 2008 – 09              | Лига 2                 | 23         | 9      | 4          | 5      | —          | —      | 27         | 14     |
| Тур                    | 2009 – 10              | Лига 2                 | 38         | 21     | 4          | 3      | —          | —      | 42         | 24     |
| Тур                    | Общо                   | Общо                   | 61         | 30     | 8          | 8      | —          | —      | 69         | 38     |
| Монпелие               | 2010 – 11              | Лига 1                 | 37         | 12     | 4          | 1      | 2          | 1      | 43         | 14     |
| Монпелие               | 2011 – 12              | Лига 1                 | 36         | 21     | 6          | 4      | —          | —      | 42         | 25     |
| Монпелие               | Общо                   | Общо                   | 73         | 33     | 10         | 5      | 2          | 1      | 85         | 39     |
| Арсенал                | 2012 – 13              | Висша лига             | 34         | 11     | 6          | 4      | 7          | 2      | 47         | 17     |
| Арсенал                | 2013 – 14              | Висша лига             | 35         | 16     | 5          | 3      | 9          | 3      | 49         | 22     |
| Арсенал                | Общо                   | Общо                   | 70         | 27     | 11         | 7      | 16         | 5      | 96         | 39     |
| Общо за цялата кариера | Общо за цялата кариера | Общо за цялата кариера | 260        | 106    | 34         | 20     | 18         | 6      | 311        | 132    |

## Отличия

### Клубни
Монпелие
- Лига 1 – 2011/12

Арсенал
- ФА Къп – 2014, 2015, 2017
- Къмюнити Шийлд – 2014, 2015, 2017

ФК Челси
- ФА Къп – 2018
- Лига Европа – 2018/19
- Шампионска лига – 2020/21

АК Милан
- Серия А – 2021/22

ФК Лос Анджелис
- Ю Ес Оупън Къп – 2024

### Национален отбор
Франция
- Световно първенство по футбол – 2018